# Александар Захарченко
Александар Владимирович Захарченко (рус. Алекса́ндр Влади́мирович Заха́рченко; Доњецк, 26. јун 1976 — Доњецк, 31. август 2018) био је лидер самопроглашене Доњецке Народне Републике, а обављао је и функцију председника савета министара те републике која је прогласила независност од Украјине 11. маја 2014. године.

## Биографија
Захарченко је рођен у Доњецку 26. јуна 1976. године. Народној војсци ДНР придружио се 2014. и 16. априла исте године учествовао је у заузимању зграде Градске управе у Доњецку. У новембру 2014. године изабран је за премијера Доњецке Народне Републике.

## Ликвидација
Захарченко је убијен бомбашким нападом на кафић „Сепар” у Доњецку, 31. августа 2018. године. Прелиминарни извештаји кажу да је министар финансија ДНР Александар Тимофејев тешко рањен у експлозији. ДНР и Русија окривљују украјинске и америчке власти; званичници у Кијеву одбацују ове оптужбе, наводећи да је смрт Захарченка била резултат грађанских сукоба у ДНР-у, док Служба безбедности Украјине сугерише да би Русија могла бити укључена у атентат. Први извештаји након напада говоре да је заменик премијера Дмитриј Трапезников именован за вршиоца дужности шефа Доњецке Народне Републике.

## Лични живот
Захарченко је био ожењен Наталијом, и са њом је имао четири сина. Дана 30. јула 2015. рођен је његов последњи, четврти син, Александар.